# معركة سيدي أبو عرقوب الثانية
معركة سيدي أبو عرقوب الثانية (طرابلس) 31 يناير 1923 كان مجموعة من المجاهدين بقيادة المجاهد مسعود الشويخ مرابطين ليلاً عند جبل سيدي أبو عرقوب وهو جبل يرتفع حوالي الف قدم وكانت هذه الليلة من ليالي الشتاء الباردة جدا أضرت المجاهدين إلى البقاء في كهوف بهذا الجبل وفي الصباح الباكر تفاجؤا بالجيش الإيطالي المتألف من طليان وليبيين وهم محيطون بالماجهدين من كل جانب وبدأت المعركة وسط اصرار من المجاهدين الليبين بعدم الاستسلام دافعين بذلك أرواحهم الغالية فداء للوطن، وكان إصرار الجيش الإيطالي على اسر المجاهدين أو القضاء عليهم معرفتهم ان قائد المجاهدين هو مسعود الشويخ حتى لم يبق سواه وهوا متمركز في أعلى الجبل حيث كان متخذا في أعلى الجبل مركزا لقيادة المجاهدين وبعد محاولات كثيرة لاجباره على الاستسلام باءت كلها بالفشل تحت تصميمه وإقسامه أن يموت ولا يستسلم لم يجد الجيش الإيطالي سبيلا الا قتله بتدبير مكيدة له بتسلل أحدهم اليه من الخلف وقام بضربه بالسيف وسط وابل من الرصاص من الجيش الإيطالي لتغطية تسلله واستشهد المجاهد مسعود الشويخ وبين يديه اربع بنادق استخدمها ضد الطليان وانتهت المعركة باستشهاد جميع المجاهدين.